# تجه

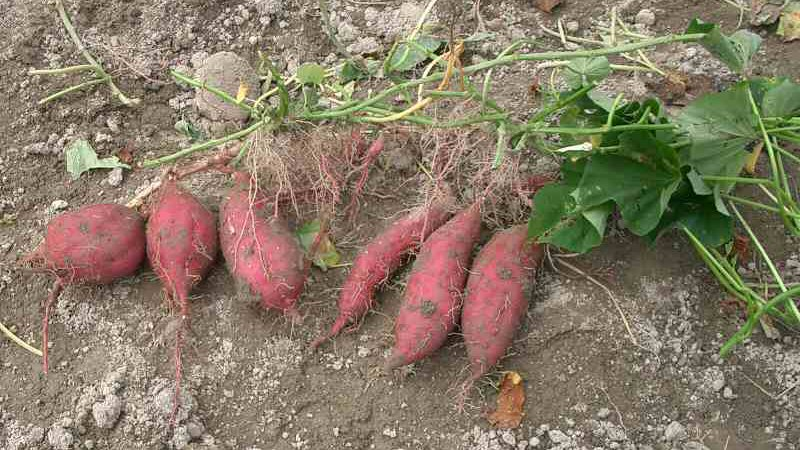
تجهٔ سیب‌زمینی شیرین

تجه یا غدۀ ریشه سطحی (به انگلیسی: Root Tuber)، ساختارهایی از یک دسته از گیاهان هستند که مواد مغذی گیاه را در خود نگه می‌دارند. تجه به وسیله گیاه مصرف می‌گردد تا گیاه بتواند در طول زمستان یا فصل‌های خشک برای باردهی مجدد زنده بماند.
در این گیاهان، مانند سیب زمینی یا تربچه، انسان تجه که بخشی از ریشه است را به‌جای دیگر اعضای گیاه، به عنوان خوراک مصرف می‌کند.